# Zdeněk Humhal
Zdeněk Humhal (Praga, 30 de dezembro de 1933 - 24 de novembro de 2015) foi um ex-jogador de voleibol da República Tcheca que competiu pela Tchecoslováquia nos Jogos Olímpicos de 1964.
Em 1964, ele fez parte da equipe tchecoslovaca que conquistou a medalha de prata no torneio olímpico, no qual participou de oito partidas.